# Ткачёв, Игорь Иванович
И́горь Ива́нович Ткачёв (род. 12 января 1957 года в г. Кингисепп, ЭССР) — российский астрофизик, специалист в области физики элементарных частиц, академик РАН (2016, член-корреспондент с 2006).

## Биография
В 1980 году окончил физический факультет МГУ.
В 1983—1992 годах — научный сотрудник Института ядерных исследований РАН, с 2007 года — главный научный сотрудник, с 2012 года — заведующий Отделом экспериментальной физики ИЯИ.
В 1985 году — защитил кандидатскую диссертацию, тема: «Фазовые переходы в теориях великого объединения и ранняя Вселенная».
В 2006 году — защитил докторскую диссертацию, тема: «Квантовые и классические эффекты рождения частиц в ранней Вселенной».
25 мая 2006 года избран членом-корреспондентом РАН по Отделению физических наук (ядерная физика).
28 октября 2016 года избран академиком РАН.
Член Клуба «1 июля».

## Научная деятельность
Специалист в области физики элементарных частиц и астрофизики.
Внёс важный вклад в развитие теории ранней Вселенной.
Основные научные результаты:
- решил проблему динамики вакуумных оболочек в общей теории относительности
- решил проблему разогрева Вселенной после стадии инфляционного расширения;
- исследовал фазовые переходы в ранней Вселенной;
- предсказал и изучил новое явление нетермальных фазовых переходов;
- исследовал явление Колмогоровской турбулентности в процессах бозе-конденсации и установления термодинамического равновесия;
- исследовал ряд вопросов связанных с динамикой, происхождением и возможностями регистрации скрытого вещества во Вселенной;
- разработал основы астрономии заряженных частиц сверхвысоких энергий;
- получил ряд других значительных результатов;
- выдвинул гипотезу о существовании экзотических частиц размером со звезду (бозонных звёзд)[3].

Под его руководством защищены 2 кандидатские диссертации.
Участник Лаборатория космологии и элементарных частиц НГУ.
Ведёт преподавательскую деятельность в МГУ и МФТИ.
Количество публикаций — 182, количество цитирований — 5193, индекс Хирша — 41.

## Участие в научных организациях[1]
- Редактор журнала International Journal of Modern Physics D (Gravitation; Astrophysics and Cosmology).
- Член Комиссии Президиума РАН по формированию перечня программ фундаментальных исследований Президиума РАН.
- Член Экспертного Совета референтной группы «Физика высоких энергий, ядерная физика».
- Член комиссии по оценке результативности деятельности научных организаций, подведомственных ФАНО России.
- Член комиссии по рассмотрению кандидатов на присвоение звания «Профессор РАН».
- Член экспертной Комиссии по присуждению золотой медали РАН им. И. Е. Тамма.
- Член Совета по физике высоких энергий Европейского физического общества.
- Представитель России в OECD APIF (Astroparticle Physics International Forum).
- Член Совета директоров международной коллаборации «Telesсope Array».

## Награды
- Премия имени академика М. А. Маркова (совместно с А. Д. Долговым, за 2014 год) — за пионерские работы в области теоретической астрофизики и космологии
- Премия имени А. А. Фридмана РАН (совместно с А. О. Барвинским, А. Ю. Каменщиком, за 2017 год) — за цикл работ «Новые направления в космологии ранней и современной Вселенной»
- Медаль ордена «За заслуги перед Отечеством» II степени (5 февраля 2024 года) — за большой вклад в развитие отечественной науки, многолетнюю плодотворную деятельность и в связи с 300-летием со дня основания Российской академии наук[6]